# Элвин и бурундуки 3

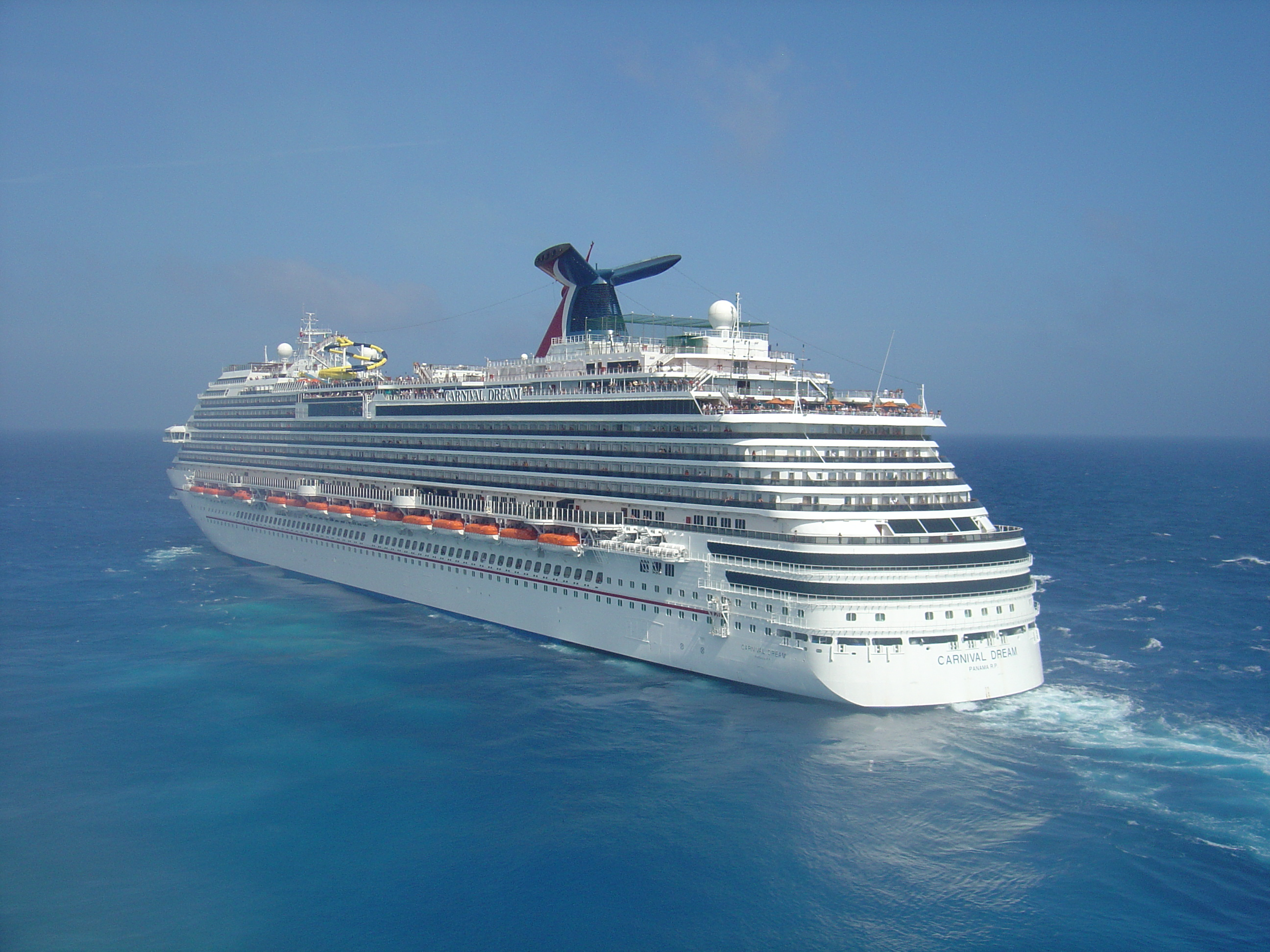
На корабле есть характерный «китовый хвост», и капитанский мостик формы как у Carnival Dream.

«Э́лвин и бурундуки́ 3» (англ. Alvin and the Chipmunks: Chipwrecked) — американский музыкальный приключенческий комедийный фильм 2011 года, снятый Майком Митчеллом по сценарию Джонатана Эйбеля и Гленна Бергера, на основе персонажей «Элвин и бурундуки», созданных Россом Багдасаряном-старшим. Это третья часть серии игровых фильмов «Элвин и бурундуки» и продолжение фильма 2009 года «Элвин и бурундуки 2» и первого фильма.
В фильме снимались Джейсон Ли, Дэвид Кросс и Дженни Слейт. Джастин Лонг, Мэттью Грей Габлер, Джесси Маккартни, Эми Полер, Анна Фэрис и Кристина Эпплгейт возвращаются, чтобы озвучить Бурундуков и Бурундушек соответственно. В фильме, играя на борту круизного лайнера, Бурундуки терпят крушение и оказываются на тропическом острове, где обнаруживают, что их новая территория не так пустынна, как кажется.
«Элвин и бурундуки 3» был выпущен в США 16 декабря 2011 года компанией 20th Century Fox. Фильм был принят критиками преимущественно негативно, но собрал в мировом прокате 342,7 миллиона долларов при бюджете в 80 миллионов долларов. Четвертый и последний фильм «Элвин и бурундуки: Грандиозное бурундуключение» был выпущен 18 декабря 2015 года, в котором Кейли Куоко заменила Эми Полер в качестве голоса Элеоноры.

## Сюжет
Бурундуки Элвин, Саймон и Теодор, а также их подруги Британи, Джанетт и Элеонора отправляются в круиз с Дэйвом. В ходе плаванья Элвин и бурундуки улетают на воздушном змее. Дэйв и их бывший продюсер Ян Хоук летят за ними на дельтаплане и падают в море. Бурундуки оказываются на необитаемом острове. Туда же попадают Дейв и Ян, которые ищут бурундуков.
Саймон разводит огонь с помощью очков, и они остаются на ночлег. Но Теодор случайно тушит костёр. На следующий день Элвин предлагает им поесть коры дерева, но Саймон предлагает поискать нормальной еды. Элвин находит плод манго, но тут вмешиваются остальные бурундуки и начинается ссора из-за манго. Тут появляется женщина Зоуи, которая знакомит их с «друзьями» — разрисованными мячиками. Все едут на канате к Зоуи, и Элеонора получает вывих лодыжки. Саймона кусает блуждающий паук, и на следующий день он становится «самым неотразимым бурундуком в мире» — развесёлым французом Симоном. Это замечает Теодор и идёт с ним. Элвин находит их, когда Симон прыгает на тросе. Затем Симон влюбляется в Джанетт: он достаёт ей золотую диадему («браслет») из пещеры, а к вечеру они танцуют под дождём.
Зоуи на самом деле попала на остров из-за сокровищ, которые нашёл Саймон-Симон. На следующее утро Элвин думает, что если он не самый весёлый, то может стать самым ответственным. Они с Британи строят убежища, но в это время начинает «просыпаться» вулкан. Теодор и Симон находят Дейва с Яном, и они все строят плот. Однако Зоуи похищает Джанетт, оглушив Симона, и заставляет бурундушку вытаскивать сокровища. Найдя Симона, все просят его вспомнить, где лежала диадема, но, став прежним после «отключки», Саймон не помнит, что делал до этого. Когда Джанетт вытаскивает монеты для Зоуи, Дэйв и Элвин находят их.
Вулкан начинает извергаться. Дэйв, Элвин и Джанетт пытаются убежать, однако Зоуи цепляет Джанетт верёвкой и тянет к себе. Тут появляется Саймон. Элвин разрубает верёвку ножом, и они убегают, но Дэйв срывается с деревянного моста, едва успев ухватиться за ветку. Зоуи хочет, чтобы он «почувствовал то, что почувствовала она», а Ян, всё ещё мучимый жаждой мести за бурундуков, препирается. Элвин, вмешавшись, всё же уговаривает Яна спасти Дэйва, и вдвоём они помогают ему подняться. Все уплывают на плоте, и Элвин привлекает спасателей.
Они попадают на музыкальный фестиваль «International music awards» и выигрывают первое место с песней «Born this way». В самолёте Элвин объявляет, что «мы летим в Тимбукту, но если оно вам не по нутру, то нажмите на кнопку „Вызов стюардессы“ прямо над вами», и случайно двигает рычаг на столике с напитками. Столик сбивает Дэйва, и фильм заканчивается коронной фразой Дэйва: «Элвин!!!».

## В ролях
- Джейсон Ли — Дэвид «Дэйв» Севилл
- Дэвид Кросс — Ян Хоук
- Дженни Слейт — Зоуи
- Джастин Лонг — Элвин Севилл (озвучка)
- Мэттью Грей Гублер — Саймон Севилл (озвучка)
  - Алан Тьюдик — Симон (озвучка)
- Джесси Маккартни — Теодор Севилл (озвучка)
- Эми Полер — Элеонора Миллер (озвучка)
- Анна Фэрис — Джанетт Миллер (озвучка)
- Кристина Эпплгейт — Британи Миллер (озвучка)
- Энди Бакли — капитан Корелли
- Луиза Д’Оливера — Тесса

## Саундтрек
- Party Rock Anthem
- Bad Romance
- Trouble
- Whip My Hair
- Hello
- Help
- Vacation (feat. BASKO)
- We Have Arrived (RAE feat. Classic)
- Say Hey (feat. Nomadik)
- Real Wild Child (Wild One) (feat. Nomadik)
- S.O.S.
- We No Speak Americano / Conga (feat. Barnetta DaFonseca)
- Survivor
- Born This Way / Ain’t No Stoppin' Us Now / Firework
- Club Can’t Handle Me (Bonus Track)

## Прокат
Прокат мультфильма в Нидерландах стартовал 14 декабря 2011 года, в Венесуэле — 3 февраля 2012 года, в Венгрии, Ливане и Сингапуре — 15 декабря 2011 года, в Венесуэле — 3 февраля 2012 года. «Элвин и бурундуки 3» был выпущен на DVD и Blu-ray 27 марта 2012 года компанией 20th Century Fox Home Entertainment.

## Критика
На сайте-агрегаторе рецензий Rotten Tomatoes 10% из 80 отзывов критиков положительные, со средней оценкой 3,5/10. Консенсус веб-сайта гласит: «Ленивый, механический и раздражительный, третий фильм — это семейное развлечение с наименьшим общим знаменателем, предназначенное исключительно для очень, очень, очень молодых душой». Metacritic, использующий средневзвешенное значение, присвоил фильму оценку 24 из 100 на основе 19 критиков, что указывает на «в целом неблагоприятные» отзывы. Аудитория, опрошенная CinemaScore, поставила фильму среднюю оценку «B+» по шкале от A+ до F.

## Сборы
Фильм в США собрал $133 110 742 и $209 584 693 в других странах. Таким образом мировые сборы составили $342 695 435.